# Некрасов, Игорь Александрович
И́горь Алекса́ндрович Некра́сов (род. 11 сентября 1976 года) — российский физик-теоретик, специалист в области моделирования сильно коррелированных электронных систем. Главный научный сотрудник Института электрофизики (ИЭФ) РАН в Екатеринбурге. Член-корреспондент РАН (2016).

## Биография
Родился в 1976 году.
В 1999 году окончил физико-технический факультет УГТУ-УПИ, затем до 2005 года работал в Институте физики металлов (ИФМ) УрО РАН (Екатеринбург), с 2005 года — в Институте электрофизики (ИЭФ) УрО РАН. В настоящее время занимает должность главного научного сотрудника ИЭФ.
В 2001 году — защитил кандидатскую диссертацию, тема: «Численные расчеты электронной структуры соединений с сильными кулоновскими электрон-электронными корреляциями».
В 2014 году — защитил докторскую диссертацию, тема: «Исследования особенностей электронной структуры сильно коррелированных систем обобщенными методами на основе теории динамического среднего поля».
В январе 2016 года — присвоено почётное учёное звание профессора РАН.
В октябре 2016 года — избран членом-корреспондентом РАН по Отделению физических наук.

## Научная деятельность
Область профессиональных интересов И. А. Некрасова — численные методы расчётов электронных свойств твёрдых тел, в особенности реальных сильно коррелированных систем. Им опубликовано более 130 научных работ, суммарно процитированных свыше 3000 раз; индекс Хирша — 28 (данные РИНЦ).
Основные научные результаты:
- впервые проведена серия расчётов электронных свойств реальных сильно коррелированных систем методом LDA+DMFT;
- разработан, численно реализован и введён в практику обобщённый DMFT+Σ подход, позволивший включить различные «внешние» к модели Хаббарда взаимодействия (например, эффекты пространственных корреляций, эффекты беспорядка, электрон-фононное взаимодействие) в стандартные DMFT-уравнения;
- предложен так называемый LDA+DMFT+Σ метод, в рамках которого проведены расчёты псевдощелевых эффектов в реальных высокотемпературных сверхпроводниках (ВТСП) на базе оксидов меди;
- выполнены вычисления электронных спектров и поверхностей Ферми для широкого класса новых ВТСП на основе FeAs(Se), что позволило сформулировать стандартную модель электронного спектра таких систем.

По совместительству И. А. Некрасов преподаёт на кафедре теоретической физики физического факультета Института естественных наук УрФУ.

## Награды
- Медаль ордена «За заслуги перед Отечеством» II степени (5 февраля 2024) — за большой вклад в развитие отечественной науки, многолетнюю плодотворную деятельность и в связи с 300-летием со дня основания Российской академии наук[5]
- Премия имени С.В. Вонсовского (УрО РАН, 2002)
- Премия имени И.М. Цидильковского (УрО РАН, 2003)
- Премия имени академика И.М. Цидильковского (УрО РАН, 19 февраля 2015) — за цикл работ «Электронные спектры и фазовые переходы в сильно коррелированных и неупорядоченных системах, включая ВТСП купраты и ВТСП пниктиды»